# Феррера, Мигель
Мигель Адриан Феррера Родригес (исп. Miguel Adrian Ferrera Rodríguez; род. 25 мая 1981, Тегусигальпа) — гондурасский тхэквондист, представитель полусредней весовой категории. Выступает за сборную Гондураса по тхэквондо начиная с 2006 года, призёр турниров национального и международного значения, участник двух летних Олимпийских игр.

## Биография
Мигель Феррера родился 25 мая 1981 года в Тегусигальпе. Занимался тхэквондо во время обучения в Национальном университете Гондураса, проходил подготовку под руководством тренеров Адоная Медины и Хулио Антонио Ховы.
Выступать на серьёзных соревнованиях начал с 2006 года, когда принял участие в студенческом мировом первенстве и панамериканском чемпионате. Год спустя побывал на Панамериканских играх в Рио-де-Жанейро.
Благодаря череде удачных выступлений удостоился права защищать честь страны на летних Олимпийских играх 2008 года в Пекине, причём на церемонии открытия нёс знамя Гондураса. Тем не менее, провёл на Играх только один поединок, уже на предварительном этапе категории до 80 кг со счётом 1:3 уступил китайцу Чжу Го и лишился тем самым всяких шансов на попадание в число призёров.
После пекинской Олимпиады Феррера остался в основном составе гондурасской национальной сборной и продолжил принимать участие в крупнейших международных турнирах. Так, в 2009 году он выступил на Универсиаде в Белграде и на чемпионате мира в Копенгагене.
В 2013 году стал участником мирового первенства в Пуэбле и Гран-при Манчестера. В следующем сезоне добавил в послужной список серебряную награду, полученную на международном турнире в Сан-Хосе, а также взял бронзу на открытом первенстве Санто-Доминго.
В 2015 году решением Международной федерации тхэквондо первым среди гондурассцев введён в символический Всемирный зал славы. Позже федерация выдала ему уайлд-кард для участия в Олимпийских играх 2016 года в Рио-де-Жанейро — на сей раз на предварительном этапе он встретился с представителем Ирана Мехди Ходабахши и потерпел поражение со счётом 1:13. Несмотря на раннее поражение, на церемонии закрытия Игр удостоился чести нести знамя Гондураса.
Выступал на чемпионате мира 2017 года в Муджу, но до призовых позиций здесь так же не добрался.